# Peter Shotton
Peter «Pete» Shotton (Liverpool, Inglaterra; 4 de agosto de 1941-Knutsford, Inglaterra; 24 de marzo de 2017) fue un empresario y músico británico, conocido por su larga amistad con John Lennon de The Beatles y por haber sido miembro del grupo The Quarrymen.
Shotton era un amigo cercano de la infancia de Lennon, y asistió a la Dovedale Infant School y Quarry Bank Grammar School en el mismo momento que el futuro Beatle. Los dos chicos se encontraban frecuentemente metidos en problemas con sus profesores y con su director, y llegaron a ser conocidos en la Quarry Bank como «Shennon y Lotton» o «Lotton y Shennon».

## Biografía
En 1957, Shotton fue compañero de banda con Lennon en The Quarrymen, tocando percusión (en concreto, una tabla de lavar), hasta que Paul McCartney se unió al grupo. Sería «despedido» de la banda cuando, después de comentar que en realidad no le gustaba ensayar, Lennon rompió la tabla de lavar en su cabeza durante una fiesta. Sin embargo, siguió siendo amigo y confidente de Lennon (y se hizo amigo de todos los Beatles cuando se formó el grupo).
Después de convertirse en una estrella, Lennon compró un supermercado en Hayling Island, y se lo confió a Shotton. Posteriormente, trabajó como gerente de la Apple Boutique, y después, como primer director general de Apple Corps.
Shotton visitaba regularmente la casa de Lennon (Kenwood) los fines de semana para acompañarle, dejando a su esposa y a su hijo pequeño en casa, o para acompañar a Cynthia Lennon para salir de noche cuando su marido estaba ocupado con asuntos de la banda o de composición.
Shotton tuvo un papel menor sin acreditar en las canciones de los Beatles: de vez en cuando era invitado para observar las grabaciones en Abbey Road Studios, y tocó la percusión (maracas, pandereta) en algunas grabaciones. También ayudó a Lennon con la letra de «I Am the Walrus» (recordando una canción sin sentido que habían ideado de pequeños) y a McCartney, con el argumento de «Eleanor Rigby» (que sugiere que las dos personas solitarias en la canción se encuentran, pero muy tarde). Shotton recuerda también a Lennon entrecerrando los ojos ante las palabras de un cartel de la época victoriana del Circus Royal de Pablo Fanque que colgaba en la sala de música de Lennon en Kenwood, mientras trabajaba la melodía de «Being for the Benefit of Mr. Kite!».
Después de que Lennon empezara una relación con Yoko Ono y Apple comenzara a estar a la deriva, Shotton se separó de Lennon y los Beatles. Volvió a su supermercado de Hayling Island, que siguió funcionando hasta finales de 1970. Más adelante, comenzó con la cadena de restaurantes Fatty Arbuckle's, que después fue vendida por una suma no revelada. Posteriormente, se mudó a Dublín, Irlanda, donde vivió como un exiliado fiscal.
Al oír la noticia de que Lennon había sido asesinado el 8 de diciembre de 1980, Shotton visitó a Harrison en Friar Park, el hogar de Harrison.
Shotton es el coautor de John Lennon: In my Life (1983, reeditado posteriormente como The Beatles, Lennon and Me), que cuenta la historia de su amistad, desde la edad de seis años hasta la muerte de Lennon.